# Etienne Verschueren
Etienne Verschueren (Ronse, 1928 – 1995) was een Belgisch componist, arrangeur en saxofonist die een belangrijke rol speelde in de popularisering van jazz in België. Behalve de al genoemde instrumenten speelde hij ook nog accordeon en orgel.
Verschueren studeerde in 1945 piano aan het Conservatorium van Gent, en daarna harmonieleer in zijn geboortestad Ronse. Hij leerde zichzelf als autodidact saxofoon spelen.  
Na de Tweede Wereldoorlog vervoegde hij The Belgian Bluebirds van Micky Bunner, die in Duitsland voor Amerikaanse soldaten gingen optreden. Twee andere bekende leden waren bassist Roger Vanhaverbeke en tenorsaxofonist Jack Sels. Tot dan was Verschueren zowel piano als saxofoon blijven spelen, maar na zijn samenwerking met Sels koos hij voor de altsaxofoon. Steeds vaker werd hij actief in de bebopscene met onder meer René Thomas en Jacques Pelzer.
In 1959 werd hij lid van de Belgische radio (INR) bigband onder leiding van Henri Segers. Datzelfde jaar wierf de BRT Radio hem aan, en in 1965 kreeg hij de opdracht om het BRT-jazzorkest (BRT JO) te leiden. Onder zijn leiding kreeg dit orkest in Europa een stevige reputatie, en werd het een vaste gast op Jazz Middelheim. Andere orkesten waarin Etienne Verschuren speelde waren onder meer: The Bop Friends, Etienne Verschueren Y Su Conjunto, The Orchestra of Etienne Verschueren en Etienne Verschueren Quartet. Hij speelde ook mee in orkesten van andere bekende muzikanten zoals Sadi's New Big Show Band. Een van zijn bekende recente albums is "Mr. Blue" uit 1987.
In 1985 werd Verschueren om gezondheidsredenen gedwongen om de saxofoon op te geven, en wijdde zich voortaan aan het schrijven over jazz en piano spelen. 
- Bibliothèque nationale de France: cb16754515m (data)
- International Standard Name Identifier: 0000 0001 2969 4809
- MusicBrainz: 41c1bbd2-a9f4-48f2-9c11-855305f25f88
- Virtual International Authority File: 308186102